# Edwards Vacuum

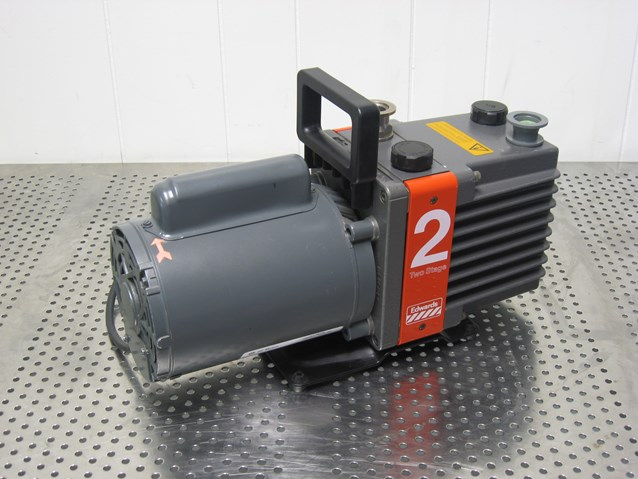
Edwards zweistufige Drehschieberpumpe

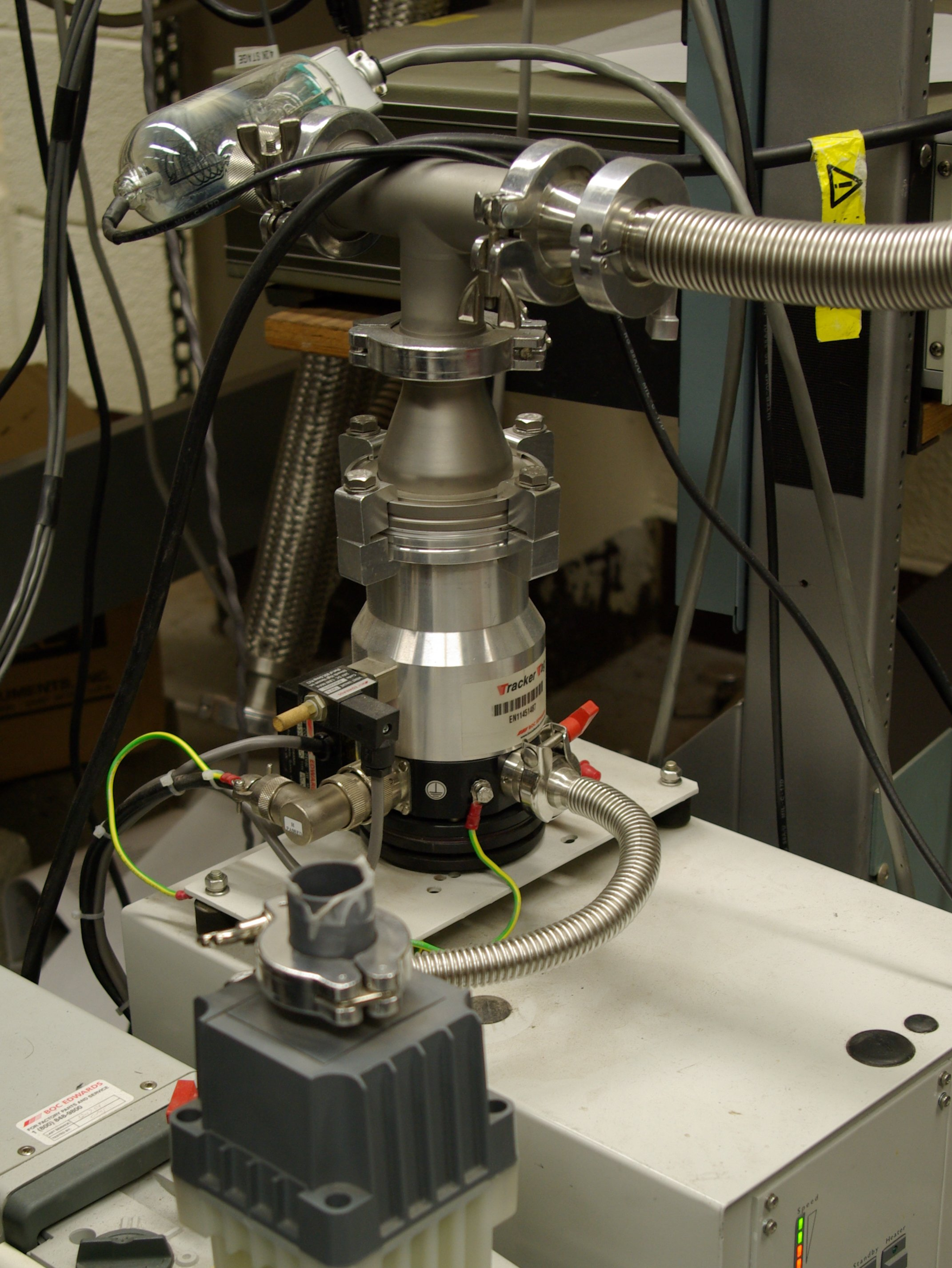
Edwards Turbomolekularpumpe

Edwards Ltd ist ein britischer multinationaler Hersteller von Vakuumpumpen und Abgasmanagementsystemen. Der Hauptsitz des Unternehmens, das seit 2014 zur Atlas Copco Gruppe gehört, befindet sich in Burgess Hill, Großbritannien.
Edwards hält 1700 Patente, unter anderem für trockenlaufende (ölfreie) Vakuumpumpen, und stellt Produkte her, die bei der Herstellung von Halbleitern, in der wissenschaftlichen Forschung, bei der Gefriertrocknung und in anderen Branchen eingesetzt werden. Die Vakuumpumpen von Edwards entfernen zum Beispiel Verunreinigungen im Large Hadron Collider des CERN.
Die Herstellung erfolgt überwiegend durch Tochterunternehmen in der Tschechischen Republik, Südkorea, den USA und China. Die weltweiten Forschungs- und Entwicklungseinrichtungen von Edwards befinden sich weiterhin im Vereinigten Königreich.
Zu den wichtigsten Kunden im Jahr 2012 gehörten Samsung, Hynix, Agilent und LG.

## Geschichte

### Unabhängig (1919–1967)
1919 gründeten der Physiker und Universitätsdozent Frederick David Edwards und sein Vater William ihr gleichnamiges Unternehmen in Camberwell, London, als Edwards Equipment and Services. Sie verkauften Vakuumpumpen an Forschungslabors im Vereinigten Königreich, in Frankreich, Deutschland und den USA.
Als der Zweite Weltkrieg begann, wurden die deutschen Patente im Vereinigten Königreich für ungültig erklärt, was bedeutete, dass Edwards von seinen Zulieferern abgeschnitten war. Deshalb begann das Unternehmen 1939 mit der Herstellung seiner eigenen Produkte. Das Unternehmen wurde 1940 in W Edwards and Co. und 1950 in Edwards High Vacuum International Ltd. umbenannt und zog 1953 von London nach Crawley um.
Edwards kaufte 1954 den italienischen Hersteller von Gefriertrocknungsanlagen Alto Vuoto SpA und 1958 das Werk des ehemaligen Subunternehmers J H Holmes and Son Ltd. in Shoreham auf. In den 1960er Jahren ging das Unternehmen an die Börse und litt unter Streiks. Der Gründer FD Edwards starb und nach finanziellen Schwierigkeiten wurde das Unternehmen an BOC verkauft.

### BOC (1968–2006)
Auf den Kauf von Edwards durch die BOC-Gruppe im Jahr 1968 folgten eine internationale Expansion, insbesondere nach Asien, und Investitionen an den Standorten Crawley, Eastbourne, Shoreham und Burgess Hill.
1984 entwickelte und patentierte Edwards die erste praktische trockenlaufende (ölfreie) Hochvakuumpumpe. Das Design wurde vom schnell wachsenden Markt der Halbleiterherstellung übernommen. 1992 kaufte Edwards die Abgasmanagementsysteme von Electrotech Ltd. für die Halbleiterherstellung. Das Unternehmen hatte seinen Sitz in Nailsea, bevor es nach Clevedon, Großbritannien, umzog, um die Umweltschutztechnologie von Edwards in der Halbleiterfertigung zu ergänzen. Vier Jahre später, 1996, wurden neue Anlagen in Burgess Hill eingeweiht. 1997 fusionierte BOC sein Elektronikgasgeschäft mit Edwards zu BOC Edwards.
IIm selben Jahr erwarb das Unternehmen die Systems Chemistry Inc von der Submicron Systems Corp aus Allentown (USA), einen Anbieter von Managementsystemen für hochreine Chemikalien, die in der Halbleiterherstellung verwendet werden. Das Unternehmen wurde zu Edwards' Abteilung für Chemikalienmanagement. Allentown, USA. Das Unternehmen wurde Edwards‘ Unternehmensbereich für Chemikalienmanagement.
Im Jahr 1999 erwarb Edwards die in Minneapolis ansässige Abteilung von FSI International Inc. für 38 Millionen US-Dollar. Es folgte der Kauf der Vakuumejektor- und Entlüftungseinheiten von Hick Hargreaves, der Wilhelm Klein GmbH, des Kolbenpumpengeschäfts von Stokes und der Hibon Inc. für 12,8 Millionen Pfund von der Smiths Group. Im Jahr 2002 kaufte Edwards das Turbomolekularpumpengeschäft von Seiko Industry für 70 Millionen Pfund.
Anschließend verkaufte Edwards die Niederdruckkompressorgeschäfte von Hibon, Hicks Hargreaves und Wilhelm Klein im Jahr 2006 an Ingersoll Rand.

### Linde und CCMP Capital (2006–2014)
Die Linde AG kaufte BOC im Jahr 2006 für 12,4 Milliarden Euro und verkaufte Edwards 2007 für 901 Millionen US-Dollar an CCMP Capital und dessen Asienfonds. Edwards wurde in Edwards Group Ltd. und dann in Edwards Group plc umbenannt. Eine neue, auf den Kaimaninseln ansässige Holdinggesellschaft mit dem Namen Edwards Group Ltd wurde 2012 über ADS unter dem Tickersymbol EVAC an der NASDAQ notiert, mit einem Börsengang von 100 Millionen US-Dollar. Die Börsennotierung wurde 2014 eingestellt, als Atlas Copco die operative Tochtergesellschaft Edwards Ltd. für 1 Mrd. GBP erwarb.
Im Jahr 2011 wurden in der Tschechischen Republik Produktionsstätten für den industriellen, pharmazeutischen, chemischen und wissenschaftlichen Markt eröffnet, während in Südkorea Produktionsstätten für den Halbleitermarkt eröffnet wurden. Der größte Teil der Fertigungskapazitäten von Edwards im Vereinigten Königreich wurde verlagert, wobei die Abluftreinigungssysteme in Clevedon verblieben, womit die im Rahmen von BOC im Jahr 2005 vorgeschlagenen Pläne abgeschlossen wurden.
Edwards wurde 2012 mit dem siebten Queen's Award ausgezeichnet und erwarb 2013 das in den USA ansässige Unternehmen Gamma Vacuum, das die Marke bis heute beibehält. Gamma Vacuum ist auf Ionen- und Titansublimationspumpen spezialisiert und beliefert vor allem Kunden aus der wissenschaftlichen Industrie.

### Atlas Copco (2014–heute)
Die Atlas Copco Gruppe, ein schwedisches multinationales Industrieunternehmen, erwarb Edwards Vacuum.
Edwards kaufte 2018 die Kryopumpenbetriebe CTI-Cryogenics und Polycold der Marke Brooks Automation in Chelmsford und Monterrey für 675 Millionen US-Dollar auf. 2019 feierte Edwards sein 100-jähriges Bestehen. Im selben Jahr wurde das neue North America Semiconductor Technology Centre in Hillsboro eröffnet. Nach der Fertigstellung des MIT.nano im Jahr 2018 trat Edwards als Gründungsmitglied bei. MIT.nano ist ein 214.000 Quadratmeter großes Labor, das sich der Charakterisierung und Herstellung von Materialien, Strukturen, Geräten und Prozessen im Nanomaßstab widmet. Im Jahr 2020 eröffnete das Unternehmen ein neues Service Technology Centre in Dublin.
2022 investierte Edwards in eine neue Anlage zur Herstellung von Produkten für die Halbleiterindustrie in Arizona, USA.
Im selben Jahr erwarb Edwards Ceres Technologies, Inc. Ceres ist ein in den USA ansässiger Hersteller und Konstrukteur von Gas- und Dampfzuführungsgeräten für die Halbleiterindustrie. Außerdem erwarb Edwards die HHV Pumps Pvt Ltd, einen Konstrukteur und Hersteller von Vakuumpumpen mit Sitz in Bengalaru, Indien, für 10,9 Millionen Pfund. Atlas Copco stimmte auch dem Kauf der Vermögenswerte des chinesischen Herstellers von Flüssigkeitsring-Vakuumpumpen Shandong Jinggong Pump Co Ltd zu, um das Edwards-Vakuumpumpengeschäft zu erweitern.

## Edwards-Vorlesungsreihe
Die Edwards-Vorlesungsreihe ist die am längsten laufende Vorlesungsreihe an der City, University of London, die im Jahr 2023 ihre 44. Auflage feierte. Die Vorlesung erinnert an die Arbeit des Physikers und Edwards-Vacuum-Gründers FD Edwards, der an der Vorgängereinrichtung der City, University of London, dem Northampton Institute, tätig war und Past Master der Worshipful Company of Scientific Instrument Makers war.
Die Vorlesung kann auf eine lange Geschichte zurückblicken und wurde im Laufe der Jahre von fünf Nobelpreisträgern (Denis Gabor, Harold Kroto, Peter Mansfield, Paul Nurse und Carlo Rubbiaa) sowie von mehreren Fellows der Royal Society und Fellows der Royal Academy of Engineering gehalten.

## Kontroversen

### Domain-Registrierung
Im Jahr 2005 stellte Nominet fest, dass der Domänenname bocedwards.co.uk missbräuchlich von Eaton Engineering (Herts) Ltd registriert worden war und ordnete an, dass er auf The BOC Group Ltd, den damaligen Eigentümer von Edwards, übertragen wird.

### Hoffman Instrumentation Supply Inc
Im Jahr 2019 war Hoffman Instrumentation Supply Inc. ein Komponentenlieferant der US-amerikanischen Edwards-Tochtergesellschaft Edwards Vacuum LLC und führte Gespräche darüber, Exklusivlieferant für einige Artikel zu werden. Es wurde auch vorgeschlagen, dass Hoffman Unterbaugruppen und komplette Systeme konstruieren würde, allerdings nur für Edwards.
Einer der wichtigsten Kunden von Hoffman erkundigte sich, ob das Unternehmen ein Vakuumsystem anbieten könne, das auch mit anderen Pumpen als denen von Edwards funktionieren würde. Hoffman informierte Edwards, das daraufhin vorschlug, Hoffman zu kaufen. Edwards wurden zur Due-Diligence-Prüfung (sorgfältige Prüfung) im Rahmen einer Geheimhaltungsvereinbarung Informationen über Hoffman zur Verfügung gestellt, um die Übernahme voranzutreiben. Dazu gehörten die technischen Spezifikationen für das pumpenunabhängige Vakuumsystem und die Kostenstrukturen von Hoffman.
Die Parteien einigten sich nicht auf die Bedingungen für den Kauf von Hoffman, und Edwards zog sich aus dem Verfahren zurück.
Eine Gruppe von Mitarbeitern verließ Edwards, um für Hoffman zu arbeiten und im Jahr 2020 beantragte Edwards eine einstweilige Verfügung gegen Hoffman, um den Missbrauch der Geschäftsgeheimnisse der ehemaligen Mitarbeiter zu verhindern.
Hoffman konterte mit der Behauptung, Edwards habe die vertraulichen Due-Diligence-Informationen genutzt, um dem wichtigsten Kunden von Hoffman seine Produkte zu Preisen anzubieten, die knapp unter dem von Hoffman angestrebten Niveau lagen, und um von den Lieferanten Kostensenkungen zu verlangen, die den von Hoffman erzielten entsprachen.
Hoffman behauptete, Edwards habe Monopolpraktiken angewandt und damit gegen das Sherman-Gesetz verstoßen, da das Unternehmen einen Anteil von 70 % am Markt für integrierte Vakuumpumpenrahmensysteme in den USA hatte und den Wettbewerb unterdrückte, indem es seinen Zulieferern Wettbewerbsverbote auferlegte und Mitarbeiter einschüchterte, Kunden bedrohte und böswillige Rechtsstreitigkeiten führte.
Im Mai 2021 wurde Edwards eine teilweise einstweilige Verfügung gegen den Verkauf eines Balgteils durch Hoffman erlassen. Das Gericht lehnte Edwards' Antrag auf Anwendung der Noerr-Pennington-Doktrin zur Abweisung der wettbewerbsrechtlichen Gegenklage von Hoffman ab.
Im Juni 2022 schlossen die Parteien eine vertrauliche Vergleichsvereinbarung, durch die die Klagen beider Parteien vorläufig abgewiesen wurden.

## Referenzen
1. 1 2  Edwards Limited Annual Report and Financial Statements for the year ended 31 December 2020. Companies House, 2021 (englisch).
2. ↑  EDWARDS LIMITED overview - Find and update company information - GOV.UK. In: Companies House. Abgerufen am 19. Juli 2022 (englisch).
3. 1 2  Vacuum pump maker Edwards snapped up in a £1 billion deal. In: Herald Scotland. Abgerufen am 21. Juli 2022 (englisch).
4. 1 2  CEA-Leti and Edwards Demonstrate Energy-Saving System For Subfab Process-Support Equipment. In: www.businesswire.com. 15. Februar 2011, abgerufen am 21. Juli 2022 (englisch).
5. ↑   Vacuum maker says markets suck as float pulled In: The Guardian, 8. April 2011. Abgerufen am 21. Juli 2022 (englisch).
6. 1 2 3 4  SEC: Edwards Group Ltd 2012 Annual/Transition Report 20-F/A. In: Securities Exchange Commission. Abgerufen am 22. Juli 2022 (englisch).
7. 1 2 3 4 5  Edwards Timeline. In: Edwards. Abgerufen am 20. Juli 2022 (englisch).
8. ↑  EHVIL DISSENTIENTS LIMITED overview - Find and update company information - GOV.UK. In: Companies House. Abgerufen am 21. Juli 2022 (englisch).
9. 1 2 3  Edwards High Vacuum International - Science Museum Group Collection. In: Science Museum. Abgerufen am 21. Juli 2022 (englisch).
10. ↑  EHVIL DISSENTIENTS LIMITED overview - Find and update company information - GOV.UK. In: Companies House. Abgerufen am 21. Juli 2022 (englisch).
11. 1 2 3 4  Edwards High Vacuum - Graces Guide. In: www.gracesguide.co.uk. Abgerufen am 21. Juli 2022 (englisch).
12. ↑  Redundancy hits factory workers. In: BBC News. 13. Januar 2010, abgerufen am 20. Juli 2022 (britisches Englisch).
13. 1 2  BOC Group Plc & BOC Ltd v Eaton Engineering (Herts) Ltd [2005] DRS 2829 (22 September 2005). In: www.bailii.org. Abgerufen am 19. Juli 2022 (englisch).
14. 1 2  EDWARDS HOLDCO LIMITED overview - Find and update company information - GOV.UK. In: Companies House. Abgerufen am 21. Juli 2022 (englisch).
15. 1 2 3  Jeff Dorsch: Deals Bloom in Capital Equipment. In: EDN. 14. Juni 1999, abgerufen am 24. Juli 2022 (englisch).
16. ↑  Edwards High Vacuum - Graces Guide. In: www.gracesguide.co.uk. Abgerufen am 21. Juli 2022 (englisch).
17. ↑  Proposed Merger between Air Liquide Electronics US LP and Chemical Management Division of Edwards Vacuum Inc. In: CCCS. Abgerufen am 24. Juli 2022 (englisch).
18. ↑  Proposed Merger between Air Liquide Electronics US LP and Chemical Management Division of Edwards Vacuum Inc. In: CCCS. Abgerufen am 24. Juli 2022 (englisch).
19. ↑  Regulatory News Item - Smiths Group plc. In: Smiths Group. Abgerufen am 24. Juli 2022 (englisch).
20. ↑  BOC to acquire turbomolecular pump business from Seiko Instruments Inc. In: www.chemeurope.com. Abgerufen am 24. Juli 2022 (englisch).
21. ↑  Ingersoll Rand Acquires the Global Low-pressure Air Business of BOC Edwards. In: investors.tranetechnologies.com. Abgerufen am 24. Juli 2022 (englisch).
22. ↑  BOC Edwards Unit Sold to Private Equity Firm. In: www.photonics.com. Abgerufen am 20. Juli 2022 (englisch).
23. ↑  Investegate |BOC Group PLC Announcements | BOC Group PLC: 1st Quarter Results. In: www.investegate.co.uk. 8. Februar 2006, abgerufen am 24. Juli 2022 (englisch).
24. ↑  Edwards Group Shows Why Working in a Vacuum Can Pay Off. In: Stevie Awards. 16. Mai 2022, abgerufen am 22. Juli 2022 (englisch).
25. ↑  Edwards acquiring Brooks Automation's cryogenic business. In: www.semiconductor-today.com. Abgerufen am 21. Juli 2022 (englisch).
26. ↑  CMS advises Atlas Copco on acquisition of cryogenic business of Brooks Automation. In: cms.law. Abgerufen am 24. Juli 2022 (englisch).
27. ↑  Joanna Simpson: Edwards Vacuum celebrates 100 years. Gas World, 11. Februar 2019 (englisch).
28. ↑  Edwards Vacuum breaks ground on new high-technology innovation centre in Oregon. Gas World, 17. April 2018 (englisch).
29. ↑  MIT.nano announces founding members of its corporate consortium. Massachusetts Institute of Technology, 8. Juli 2019 (englisch).
30. ↑  Edwards to create 120 jobs in new Dublin plant. RTÉ Ireland, 22. September 2022 (englisch).
31. ↑  Semiconductor supplier to open manufacturing facility in Chandler. Biz Journals (englisch).
32. ↑  Edwards invests in new Arizona facility to support North America semiconductor growth. Edwards Vacuum (englisch).
33. ↑  Saugerties-based Ceres Technologies acquired by Edwards. Daily Freeman, 19. Juli 2022 (englisch).
34. ↑  ATLAS COPCO TO ACQUIRE A CHINESE MANUFACTURER OF INDUSTRIAL VACUUM PUMPS AND SYSTEMS. In: Impeller. 4. Juli 2022, abgerufen am 22. Juli 2022 (englisch).
35. ↑  44th Edwards Lecture - Professor Dame Jocelyn Bell Burnell. University of London (englisch).
36. 1 2 3 4 5 6  Edwards Vacuum, LLC v. Hoffman Instrumentation Supply, Inc., Case No. 3:20-cv-1681-SI - Casetext Search + Citator. In: casetext.com. Abgerufen am 21. Juli 2022 (englisch).
37. 1 2  Docket for Edwards Vacuum LLC v. Hoffman Instrumentation Supply, Inc., 3:20-cv-01681 - CourtListener.com. In: CourtListener. Abgerufen am 21. Juli 2022 (amerikanisches Englisch).
38. 1 2  CM/ECF - USDC Oregon-Confirm Request. In: ecf.ord.uscourts.gov. Abgerufen am 6. September 2022 (englisch).
39. ↑  Michael H. Simon: EDWARDS VACUUM v. HOFFMAN. In: Leagle. 10. Mai 2021, abgerufen am 21. Juli 2022 (englisch).
40. ↑  Noerr-Pennington Doctrine Does Not Shield Litigants Bringing "Bad Faith" Trade Secret Claims from Antitrust Liability. In: Trade Secret Tracker. 7. September 2021, abgerufen am 21. Juli 2022 (amerikanisches Englisch).